# ComicStudio
ComicStudio（コミックスタジオ）は、株式会社セルシスの漫画原稿制作ソフトで同社の登録商標。略称はコミスタ。

## 概要
2001年に販売開始。PhotoshopおよびPainterや、デリーターの「COMICWORKS」（コミワク）とともに、2000年代の代表的な漫画制作アプリケーションの一つとなった。リリース当初は不評だったが、継続的なバージョンアップを重ね、最終的に、2012年時点で、デジタルのモノクロ原稿の製作において66%のシェアを持つ（Photoshopの30％をはるかに上回る）、デジタル漫画制作の標準ソフトとなった（なおコミスタはver.3までモノクロ専用で、その後もカラーは弱かったため、カラー原稿ではほとんど使用されなかった）。2013年時点で、世界累計出荷本数160万本。
ネーム、ペン入れ、スクリーントーン貼り、セリフやふきだしの入力など、漫画制作の工程をすべてデジタル環境で再現できるのが特徴。フォントやスクリーントーンなどのプラグインも豊富にある。アナログの原稿をスキャンしてマウスでトーンを貼るためのソフトではなく、ペンタブレットを使ってパソコンで作画作業を進める前提のソフトである。
バージョン1からバージョン3までは立て続けにバージョンアップが図られ、幾度か大胆な機能強化や仕様変更がおこなわれた。バージョン4で、創作活動支援サイト「CLIP」に対応。後継ソフトの「CLIP STUDIO PAINT」（クリスタ）にユーザーを引き継ぐ形で、2015年に販売を終了した。
海外でも「Manga Studio」の名で発売された。なおトータルの累計出荷本数は「MANGA STUDIO」のほうが多いという。

## 歴史

### 初期
セルシスは、1993年よりアニメ制作ソフトウェアスイート「RETAS」（レタス）を展開しており、1990年代後半にはアニメ業界のデジタル化に伴い、東映動画をはじめとして日本のアニメスタジオの9割で採用されるデファクトスタンダードとなった。「レタス」は当初、鉛筆で描いたアナログの原動画をスキャンしてデジタル化する方式だったため、アナログからの移行がしやすく、これが普及につながることになった。
次に、セルシスは原動画のデジタル作画への移行（すなわち、アニメ制作の全工程のデジタル化）を目論み、東映動画の協力のもと、「レタス」スイートの一員として、2000年にデジタル作画ツールの「PencilMan（ペンシルマン）」を開発した。しかし、当時のアニメーターはデジタルで描くということに抵抗があり、これは失敗に終わった。（なお、この「ペンシルマン」は、後に「Stylos（スタイロス）」と名前を変え、「レタス」の展開終了まで搭載された）
この「ペンシルマン」開発で得られた知見をもとに、2001年8月、初代「ComicStudio（コミスタ）」が発売。価格は3万4800円。それまで企業向けビジネスを主体としてきたセルシスにとっては初のコンシューマ向けビジネスである。アニメ制作の全工程のデジタル化を目論んだ「レタス」と同様、「コミスタ」では漫画制作の全工程のデジタル化を目論んだ。
640×480（SD画質）のアニメセルと比べて、B4判 600dpiの漫画原稿は巨大だった。当時のPCの性能では漫画原稿のサイズをそのまま扱うことは不可能だと考えたセルシスは、コミスタのver.1ではコマごとに分割して作業をするという仕様をとったが、これが不評だった。そのため、2003年リリースのver.2では1ページを丸ごと扱う（普通の画像編集ソフトと同じ）方式に変更した。
初代ComicStudioの発表会では、『ルパン三世』の原作者で、当時Photoshopを使用して漫画を描いているデジタル漫画の先駆者としても有名だったモンキー・パンチが登場した。ソフトの評価は高かったが、Macで使えない、カラーも使えないという不満を述べた。漫画家からはMac版を待ち望まれていたため、2002年10月、Mac版の「ComicStudio Aqua」を発売した。

### 中期
2003年5月、コミスタのver.2が発売。競合ソフトも出揃ったことにより、この辺りでデジタル漫画制作が実用段階に入った。2004年当時、デジタル漫画制作ソフトとして使われていたのは、コミスタと、ComicWorks、Photoshopである。
Photoshopはコミスタの登場前から、標準的なデジタル漫画制作ソフトとして、Photoshopでスクリーントーンを貼るプラグイン「パワートーン」と組み合わせて使われていた。ただし、Photoshopは主線を引くのが難しいため、線を引くためにCorel Painterを併用している人も多かった。合わせて20万円近い、プロ用のソフトであった。セルシスがパワートーンの提供元と提携したことにより、2003年以降はパワートーンはコミスタの独占提供となったため、その後のPhotoshopではMAXON（ホルベイン画材）のデジタルトーン「コミックパターンDIGI」がオススメとされた。一応Photoshopでの利用を前提としていたが、どのグラフィックソフトでも使えた。
ComicWorksは、2002年にアナログ漫画用画材大手のデリーター（エスイー）から発売された。イラストソフトのopenCanvasのOEMであり、Painterやアナログのペンに近い描線が引けた。デリーターのスクリーントーンを多数収録しており、カラーも使え、上位版のComicWorks1200でも16800円とコミスタより安く、1200dpiの作業が行えたので、アナログからの移行として人気があった。
上記の競合ソフトに対し、コミスタは、単体で漫画制作が行え、価格は最上位版でも45800円とそこそこで、ベクターペンの線がきれいなのが魅力だった。
2005年1月、第19回デジタルコンテンツグランプリ経済産業大臣賞を受賞。
2005年12月、ComicStudio 3.0が北米で「Manga Studio」の名で発売された（販売元はイーフロンティアのアメリカ法人）。

### 後期
コミスタのver.4がリリースされた2007年末の段階でも、漫画制作に使われる代表的なソフトとして、コミスタと、Photoshop CS3、Painter X、ComicWorks ver.2が並立していた。しかしこの頃より、 ネットワーク対応や3D下描き機能など漫画制作に便利な機能が豊富なコミスタが頭一つ抜け出し、MAXONもコミスタ用にデジタルトーンを販売するようになった。ver.4では、25,200円のPro版でもEX版とほとんど変わらないほど高機能になり、またPro版以上で従来は別売りされていたデジタルトーンや漫画用書体を標準搭載したので、かなりお得になった。
2009年3月、ComicStudio 4.3のリリースに合わせ、クリエイターサポートプラットフォーム「CLIP」開設。コンビニプリントなどコミスタのネットワークサービスを順次これに統合していくことを表明した。合わせて、CLIPのサービスを利用するためのデスクトップアプリケーション「CLIP STUDIO」も公開された。
2009年4月、コミスタをベースとして、カラーのイラストソフト「IllustStudio」（イラスタ）がリリースされた。コミスタに手を入れすぎて、ほとんど別物になった。当時脚光を浴びていたイラストSNSのPixivにおいて、絶大な人気を持っていたペイントツールSAIのシェアを突き崩すべく、ユーザーの声を聞きながら継続的な改良がおこなわれ、Pixivの使用ツールランキングで次第に人気を上げたが、それでもPhotoshop・SAI・Pixiaに次ぐ4位の時点で開発を終了し、最後までSAIのシェアを突き崩すことができなかった（PhotoshopとSAIのシェアがダントツで、Pixiaのシェアは数％のため、ほとんどシェアをとれなかった）。開発速度を上げるため、Mac版の開発を行わず、Windows版のみとなったが、それでもコミスタとイラスタを並行して開発するのは相当な負担だった。従来はモノクロ専用だったコミスタでも、ver.4より32bitカラーレイヤーに対応したが、重いうえにバグが多く、そもそもカラーを前提としたユーザーインターフェイスではなく、すごく使いづらいため、漫画の原稿でもカラー原稿はPhotoshopかSAIで仕上げる人が多く、コミスタでカラー原稿を仕上げる人はほとんどいなかった。
2010年11月にはMac OS X版のイラスト制作ツール「CLIP PAINT Lab（仮称）」が発表され、使用感をテストするサポーターの募集が行われていたが、結局リリースされなかった。
2011年5月、次世代のイラスト制作ソフト「CLIP PAINT Lab」が創作活動応援サイト「CLIP」の会員向けに無償公開された。2011年12月、「CLIP PAINT Lab」が「CLIP STUDIO PAINT PRO」として2012年春に公開され、ComicStudioPro/EXの全ユーザーに無償で提供されることと、コミスタの開発終了が宣言された。

### 販売終了
コミスタは設計が古く、64bitOSやマルチコアCPUなど、2010年代以降の時代に対応できていなかった。また、新しい技法や表現に対応する機能をコミスタに搭載するコストが増大したため、後継のイラスト・マンガ制作ソフト「CLIP STUDIO PAINT」（クリスタ）シリーズに開発リソースを集約することになった。
2012年5月30日、「CLIP PAINT Lab」の公開終了。翌5月31日にはコミスタとイラスタの後継ソフトとして「CLIP STUDIO PAINT PRO」が発売された。2012年12月には漫画向けの機能を強化した上位グレード版の「CLIP STUDIO PAINT EX」も発売された。
2013年3月、2013年末をもってコミスタの販売を終了することを発表した。クリスタはリリース当初、コミスタの上位互換と言える機能を十分には搭載していなかったため、ユーザーから販売継続を求める声を受けてコミスタの販売終了を延期し、しばらくコミスタとクリスタは併売されていた。その後の開発により、クリスタは多くの機能を搭載し、時は来たと判断され、セルシスは2015年4月30日、マンガ制作ソフト「ComicStudio」とイラスト制作ソフト「IllustStudio」の販売を6月30日で終了すると発表した。
ComicStudioシリーズの販売は2015年6月30日に終了した。サポートは販売終了以降も当面継続されるとのことだった（販売終了後にリリースするOSへは動作確認のみで、不具合発生時のアップデートはされない）。
2015年当時のほとんどのデジタル漫画家がコミスタを使用していたため、クリスタへの移行期には混乱も見られた。ユーザーはクリスタへの移行を嫌がったため、「ComicStudio」および「IllustStudio」ユーザーにクリスタを無償提供する措置が取られた。また漫画家がアシスタントを増やした場合など、販売終了したコミスタの導入がどうしても必要となった場合、クリスタ購入者にコミスタを無償提供する、といった「移行支援」サポートが2017年12月末まで行われた。
なお「CLIP STUDIO PAINT」は、本来「CLIP STUDIO」に収録されたソフト群の1つに過ぎない。なので、「クリペ」という略称も提唱された。セルシスの「CLIP STUDIO」は、2012年の時点では「CLIP STUDIO PAINT」「CLIP STUDIO TABMATE」「CLIP STUDIO ACTION」「CLIP STUDIO MODELER」「CLIP STUDIO QUMARION」などかなりの仲間を抱えたが、「CLIP STUDIO PAINT」以外は早期に展開を終了し、「クリスタ」というと基本的に「CLIP STUDIO PAINT」のことを指すようになった。アニメ機能や3D機能など、コミスタ・イラスタの後継ソフトは思えないほど機能を抱え、ユーザー数も膨れ上がった。

## 製品の種類
- 最終製品となったver.4の段階では4つのファミリがあった。
  - ComicStudio - EX ハイエンドモデル。ComicStudioシリーズに搭載されている機能が、原則全て利用できる。
  - ComicStudio - PRO スタンダードモデル。プロユースにも対応すべく大半の機能をカバーしているが、EXと比べて一部の機能が制限されている。
  - ComicStudio - DEBUT エントリーモデル。デジタル漫画初心者向け。必要最小限の機能を備えた廉価版モデル。
  - ComicStudio - Mini タブレットバンドルモデルで、単体では販売されていない。
機能的には「DEBUT」と「PRO」の中間に相当するグレードであり、基本性能は「PRO」に近いがトーン素材データや保存形式、入出力・ネットワークその他の機能が大幅に制限されており、印刷に至っては透かしが入り通常の印刷すらできない。即ち「Mini」はJPEG形式によるWebコミックに用途を限定したソフトであり、紙媒体仕様においては体験版扱いであると考えることができる（JPEG画像にして印刷することもできるが、解像度が粗いため印刷には向いていない）。
なお、本製品から「PRO」、「EX」へのバージョンアップも可能であるが、バンドル版によるサービス品としての販売を前提としているため差額は「DEBUT」からのそれより僅かに高く設定されている。

- その他のバリエーション
  - ComicStudio Aqua - Ver.1.0シリーズのMac対応モデル。
  - ComicStudioEX Pure - モデル Ver.1.0シリーズの最上位モデル「ComicStudioEX Ver.1.5」（7万4800円）は複数の同梱ソフトが付属して著しく高価なため、同梱ソフトを絞ることで低価格化を図ったもの。なおver.2以降は最初からソフト本体だけを売るようになった。
  - ComicStudio On-de-Manga - Ver.2.0シリーズ。ライトユーザー向けに同人誌製作体験サービスが付いたダウンロード専売ソフトで、制作した漫画を専用サイトに投稿すると、オンデマンドで印刷・製本して届けてくれる。

- 企業向け
  - ComicStudio Enterprise - 出版社向けの電子コミック制作ソフト。スキャンした漫画のデータを、当時セルシスが携帯電話向けに提供していた電子コミック配信ソリューション用（携帯電話向けマンガビューア「ComicSurfing」）のコンテンツデータに変換する。

## 年表
2001年8月、初代「ComicStudio（コミスタ）」が発売。
2002年4月、競合するデジタルマンガ制作支援ソフト「PowerTone（パワートーン）」を展開する株式会社モードと提携。
2002年8月、コミスタのエントリーモデルである「ComicStudioDebut Ver.1.0」（11,500 円）が発売。
2003年5月、「ComicStudioDebut Ver.2.0」（11,500 円）が発売。コマごとの編集は廃止され、1ページを一気に扱うことができるようになった。1200dpi の高解像度への対応、「PowerTone」の柄トーン 320 種類を含む 850 種類のトーンの収録、複数の解像度を同時に扱うことができるマルチレゾリューション機能、アナログ原稿をスキャナから直接読み込むことができる TWAIN への対応、などが盛り込まれた。「通常版」とは別に、漫画家の松本青がパッケージを手掛ける「サークルモデル版」が発売された。
2003年8月、コミスタのスタンダード版の「ComicStudioPro Ver.2.0」（2万3800円）発売。ネットワークサービスを介してデータをやり取りできる機能の追加、描画した線をリアルタイムでベクトルデータ化するベクターペン機能の向上、繊細なトーンワークを実現するグレートーンレイヤーの追加などが行われた。また、最上位版の「ComicStudioEX Ver.2.0」（4万5800円）も発売。Pro版の全機能に加え、ジャギーから元のイメージを再構築しラスター画像の解像度を高める「SHD（スーパー・ハイデンシティ）テクノロジー」、写真や画像データを線画とトーンに自動変換する「2DLTレンダリング機能」、3Dのモデリングデータを読み込み、線画とトーンに自動変換する「3DLTレンダリング機能」、などが搭載された。
2003年11月、『ComicStudioEX Ver.2.0 for Mac OS X』（49,800円）、『ComicStudioPro Ver.2.0 for Mac OS X』（27,800円）、『ComicStudioDebut Ver.2.0
for Mac OS X』（14,800円）が発売。
2004年10月、スタンダードモデルの『ComicStudioPro Ver.3.0』（25,200 円 税込）、ハイエンドモデルの『ComicStudioEX Ver.3.0』（48,300 円 税込）、エントリーモデルの『ComicStudioDebut Ver.3.0』（12,600 円 税込）、同じくエントリーモデルで「魔探偵ロキ RAGNAROK」や「tactics」などを手がける人気漫画家 木下さくら氏がパッケージイラストを担当し、特典内容が異なる『ComicStudioDebut Ver.3.0 サークルモデル』（12,600 円 税込）が発売された。「Pro」版では、グレーで描いた絵を出力の際に「トーン」や「擬似諧調」など出力方法を設定できる『ラスターレイヤーの出力設定機能』、ペン先の形状を自由に作成・登録し描画することができる『パターンブラシ』、ベクターで描いた線の太さを修正できる『線太さ修正フィルタ』などの機能を搭載した。「EX」版では、「Pro」版及び従来の「EX」版の機能に加え、ラスターデータを解像度に依存しないベクターデータに変換する『ラスターベクター変換機能』、繰り返し行われる作業を登録しておき同じ作業を行う際に自動的に処理する『アクション機能』、大量の紙原稿をすばやく読み込むことができる『連続スキャン機能』を搭載。また『3DLT レンダリング機能』では、「Shade」で作成された「Shade／ComicStudio エクスポートファイル」の読み込みに対応し、レンダリングデータをベクターデータに変換する機能を搭載した。
2007年には初のユーザーによるクローズドベータテストを行い、9月28日にWindows版バージョン4を発売。Macintosh版は2008年9月26日の発売であった。

### リリース履歴
- 2001年 Ver.1.0シリーズ
- 2002年 Ver.1.5シリーズ
- 2003年 Ver.2.0シリーズ
- 2004年 Ver.3.0シリーズ
- 2007年 Ver.4.0シリーズ

## その他
- コミスタver.1の販売開始当初より、コミスタを利用するプロ作家および同人作家に支援サービスを提供する「コミスタ俱楽部」というユーザークラブ持っていたが、2004年1月に閉鎖した。
- 2003年11月よりコミスタで描いた漫画を投稿できる「コミックアジト」というサイトを開設していたが、2006年10月に閉鎖した。

## ComicStudioを使用している漫画家（五十音順）
- 青沼貴子
- 青山剛昌
- 赤名修
- 赤松健
- 明野みる
- 蒼樹うめ
- 麻宮騎亜
- アダチケイジ
- 安部真弘
- 天乃咲哉
- あらゐけいいち
- あらいずみるい
- 有賀ヒトシ
- いがらしみきお
- 板橋しゅうほう
- 伊藤潤二
- 石川優吾
- 一色まこと
- 板垣恵介
- 一条ゆかり
- 井上純弌
- 今泉伸二
- 植芝理一
- うめ
- 浦川まさる
- 浦沢直樹
- 江川達也
- 江口寿史
- 遠藤海成
- 王欣太
- 大井昌和
- 大石浩二
- 大月悠祐子
- 岡崎武士
- 落合さより
- 太田垣康男
- 大和田秀樹
- 奥浩哉
- 小野洋一郎
- 葛西りいち
- カヅホ
- 桂正和
- 加藤元浩
- かねこしんや
- 鎌谷悠希
- 上条明峰
- かわすみひろし
- 菅野博之
- 菊池としを
- 木城ゆきと
- 楠桂
- 玖保キリコ
- 久保保久
- 久米田康治
- CLAMP
- 黒岩よしひろ
- 車田正美
- 仔鹿リナ
- こしのりょう
- こせきこうじ
- 小林まこと
- 小林立
- 小山宙哉
- こやま基夫
- 坂本裕次郎
- 桜木さゆみ
- 桜場コハル
- 佐藤秀峰
- さとうふみや
- 佐藤正明
- 猿渡哲也
- 椎名高志
- 地獄のミサワ
- 清水としみつ
- 清水玲子
- 末松正博
- 須賀原洋行
- すがやみつる
- すぎむらしんいち
- 鈴木マサカズ
- せがわまさき
- せきやてつじ
- たかぎ七彦
- 高橋しん
- 高橋のぼる
- 高橋陽一
- 高橋留美子
- 高浜寛
- 多田由美
- ぢたま(某)
- 寺沢武一
- 冬目景
- 徳井青空
- 土塚理弘
- 富沢順
- 鳥山明
- 仲村佳樹
- なきぼくろ
- にしだかな
- 西餅
- 西森博之
- 西山優里子
- 日本橋ヨヲコ
- 野間美由紀
- 萩原一至
- 畑健二郎
- 花沢健吾
- 浜岡賢次
- 浜田よしかづ
- 原哲夫
- 東村アキコ
- 氷川へきる
- 平沢ゆうな
- 平本アキラ
- PEACH-PIT
- ひろき真冬
- ヒロユキ
- 福満しげゆき
- 藤崎竜
- 藤沢とおる
- ふなつ一輝
- ふみふみこ
- 古屋兎丸
- 古谷実
- 葉月京
- 船戸明里
- 平井太朗
- 政一九
- まつもと泉
- 松本救助
- 松本太郎
- 真船一雄
- 美樹本晴彦
- 水城せとな
- 美月うさぎ
- 満田拓也
- 水上航
- 三田紀房
- 光原伸
- 宮崎摩耶
- 宮下あきら
- 宮本福助
- むぎわらしんたろう
- 村田雄介
- ももせたまみ
- 森恒二
- 森下裕美
- 森田崇
- 柳沢きみお
- やぶうち優
- 山岸凉子
- 山崎紗也夏
- 山下和美
- 山田恵庸
- 山本おさむ
- 山本崇一朗
- 山本直樹
- 唯登詩樹
- 幸宮チノ
- ゆでたまご
- 余湖裕輝
- 吉崎観音
- 米田達郎
- 吉開寛二
- 吉田聡
- 六田登
- 六道神士
- 若木民喜
- ONE